# 今枝愛真
今枝 愛真（いまえだ あいしん、1923年（大正12年）3月30日 - 2010年（平成12年）3月9日）は、日本史学者、禅仏教研究者、曹洞宗僧侶。
静岡県生まれ。1947年東京帝国大学文学部国史学科卒業。1951年東京大学史料編纂所に入る。1962年助手、1969年助教授、1972年教授、1981年所長。1983年定年退官、名誉教授。1971年「中世禅林成立史の研究」で東大文学博士。興隆寺住持。2010年3月9日、肺炎のため死去。86歳没。没後正五位受勲。

## 著書
- 『禅宗の歴史』至文堂 日本歴史新書 1962／ 吉川弘文館「読みなおす日本史」2013 ISBN 9784642063883
- 『中世禅宗史の研究』東京大学出版会 東大人文科学研究叢書 1970
- 『日本人の行動と思想 道元 その行動と思想』評論社 1970
- 『道元とその弟子』毎日新聞社 1972
- 『道元 坐禅ひとすじの沙門』日本放送出版協会 NHKブックス 1976／吉川弘文館 読みなおす日本史 2023 ISBN 	9784642075312

### 共著編
- 『墨蹟祖師伝 新訂図説』編 柏林社書店 1970
- 『禅宗の諸問題』編 雄山閣 1979
- 『文人書譜 3 一休』紀野一義共著 淡交社 1979
- 『現代人の宗教 2 源信・法然・道元 教典その心と読み方』丸山照雄、山折哲雄編 山崎正一共著 御茶の水書房 1986
- 『<宗派別>日本の仏教・人と教え 7 曹洞宗』編 小学館 1986

## 参考
- 吉川弘文館
- 『東京大学史料編纂所史史料編』